# Hans Christian Ørsted
Hans Christian Ørsted (pronunciado en español Oersted; Rudkøbing, Langeland, 14 de agosto de 1777-Copenhague, Capital (Hovedstaden), 9 de marzo de 1851) fue un físico y químico danés, conocido por haber descubierto de forma experimental la relación física entre la electricidad y el magnetismo, y por aislar el aluminio.
Influido por el pensamiento alemán de Immanuel Kant y también de la Naturphilosophie de Schelling, fue un gran estudioso del electromagnetismo. En 1813 predijo la existencia de los fenómenos electromagnéticos, que no demostró hasta 1820, inspirando los desarrollos posteriores de André-Marie Ampère y Faraday, cuando observó que una aguja imantada colocada en dirección paralela a un conductor eléctrico se desviaba cuando se hacía circular una corriente eléctrica por el conductor, demostrando así la existencia de un campo magnético en torno a todo conductor atravesado por una corriente eléctrica, e iniciándose de ese modo el estudio del electromagnetismo. Este descubrimiento fue crucial en el desarrollo de la electricidad y sus expectativas eran altas, ya que puso en evidencia la relación existente entre la electricidad y el magnetismo. Oersted es la unidad de medida de la reluctancia magnética. Se considera que también fue el primero en aislar el aluminio, por electrólisis, en 1825. En 1844 publicó su libro titulado Manual de física mecánica

## Biografía

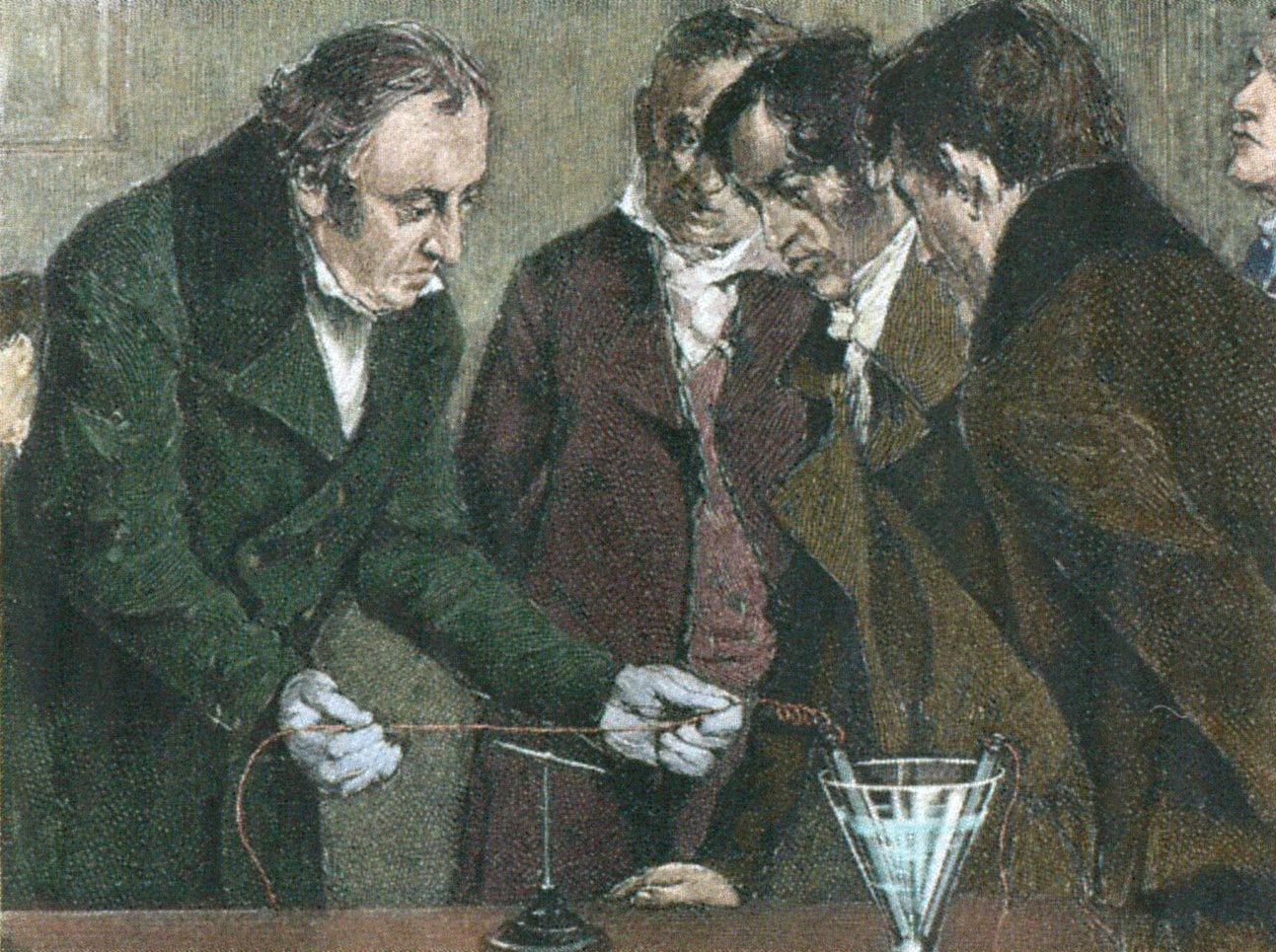
Oersted, experimentando con el electromagnetismo, en 1820

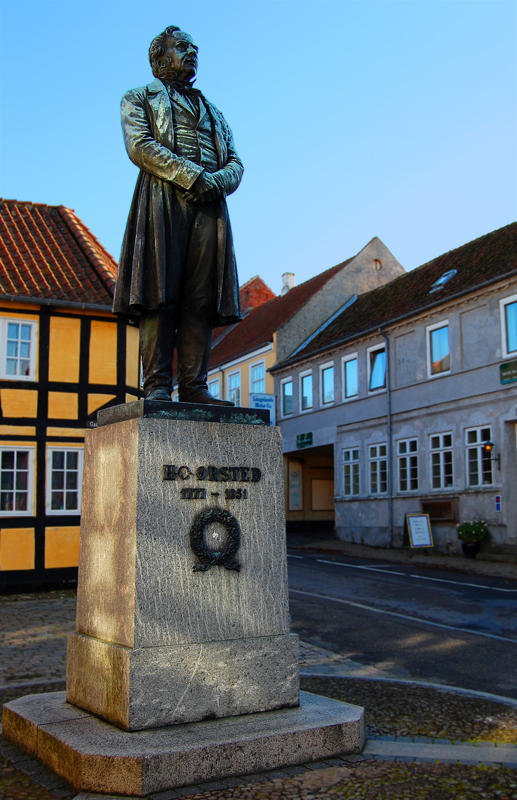
Estatua de Hans Christian Oersted en Rudkøbing, Langeland, Dinamarca

Ørsted nació en Dinamarca el 14 de agosto de 1777. Influido por su padre, que era farmacéutico, al cumplir los veinte años en 1797 se orientó por los estudios de farmacia. Tres años después, se licenció en medicina.
Sin embargo, su pasión por la física y la química (en especial por el electromagnetismo), que permanecía intacta, unida a un interés creciente por la Naturphilosophie, desencadenaron todas sus reflexiones y explican en buena medida las razones por las que se interesó por los trabajos de J. W. Ritter sobre el galvanismo.
En diciembre de 1801 llegó a París, donde permaneció todo un año. Escuchó las conferencias de Louis Nicolas Vauquelin, Antoine François de Fourcroy, Louis Jacques Thénard y Claude Louis Berthollet sobre química, de Jacques Charles y Jean-Baptiste Biot sobre física y de Georges Cuvier sobre historia natural.  Vio que aquí podía aprender mucho, aunque tenía prejuicios contra la comunidad científica francesa, que, con su carácter matemático más exacto, contrastaba fuertemente con el pensamiento filosófico natural, y aunque a menudo sentía lo poco que París reconocía lo que se hacía en otros países; tuvo que soportar que le preguntaran si conocía un erizo de platino y si había visto un elemento galvánico. Pero aprovechó su tiempo para asistir a conferencias, visitar fábricas y conocer personalmente a los más grandes científicos. Al regreso de su estancia de estudios en París, trabajó en estrecha colaboración con J. W. Ritter y se convirtió, a la muerte de este, en su heredero espiritual.
A su regreso a Dinamarca en enero de 1804, Ørsted esperaba convertirse en profesor de física, pero fue despreciado por su interés en la filosofía natural; sin embargo, se le concedió un sueldo de 300 rigsdaler durante tres años y otro tanto para experimentos. Le dieron una colección de aparatos que había pertenecido al Dr. Thomas Buntzen, pero tuvo que alquilar una sala para sus conferencias. Éstas versaban principalmente sobre física química y eran tan concurridas, incluso por mujeres, que apenas encontraba sitio para el público. Además de su labor como profesor, durante estos años también fue un escritor nada desdeñable, más o menos en la dirección de la filosofía natural. Le interesaban menos las investigaciones especializadas, le atraían más las opiniones generales e incluso las especulaciones atrevidas. Para él la cuestión no era: «¿Cuáles son las propiedades de los ácidos o bases individuales?» sino «¿Por qué los ácidos y las bases se neutralizan mutuamente?» o «¿Por qué hay que añadir algo al agua para disolver un metal?». Dondequiera que hubiera siquiera un indicio de respuesta a estas últimas preguntas, intuía algo importante. De sus tratados de esta época, cabe destacar «Betragtninger over Kemiens Historie», conferencias introductorias pronunciadas en el invierno de 1805-6 (Samlede og efterladte Skrifter V, 3), en las que surge por primera vez el estilo y la forma de pensar particulares de Ørsted.
Durante una estancia en Berlín, Ørsted elaboró uno de sus escritos más importantes, Ansichten der chemischen Naturgesetze (1812). Primero da una visión general de las sustancias y procesos más importantes, luego discute las fuerzas eléctricas desde un punto de vista químico y, finalmente, da las razones por las que todos los cuerpos contienen fuerzas eléctricas, que, sin embargo, no son obvias, ya que se mantienen en equilibrio. Supone que las fuerzas eléctricas se propagan por oscilaciones inducidas por la distribución. A medida que las oscilaciones encuentran mayor o menor resistencia, se genera el calor correspondiente. La luz es causada por oscilaciones eléctricas en malos conductores. También se analiza aquí la relación entre electricidad y magnetismo. Ørsted estaba prácticamente solo con estas ideas, y no fueron reconocidas porque no se apoyaban en ninguna base generalmente aceptada, y el propio Ørsted no fue capaz de desarrollarlas de tal manera que pudiera comprenderse su significado. Sólo mucho más tarde fue posible obtener resultados significativos de esta manera; y más tarde la ciencia natural exacta trabaja precisamente a partir de estos puntos de vista, y se expresa con las mismas palabras. Sin embargo, cuando Ørsted descubrió el electromagnetismo ocho años más tarde, pudo afirmar que confirmaba su visión de la naturaleza.
En 1820 descubrió la relación entre la electricidad y el magnetismo demostrando empíricamente que un hilo conductor de corriente puede mover la aguja imantada de una brújula. Puede, pues, haber interacción entre las fuerzas eléctricas por un lado y las fuerzas magnéticas por otro, lo que en aquella época resultó revolucionario.
A Ørsted no se le ocurrió ninguna explicación satisfactoria del fenómeno, y tampoco trató de representar el fenómeno en un cuadro matemático. Sin embargo, publicó enseguida el resultado de sus experimentos en un pequeño artículo en latín titulado: Experimenta circa effectum conflictus electrici in acum magneticam. Sus escritos se tradujeron enseguida y tuvieron gran difusión en el seno de la comunidad científica europea. Los resultados fueron criticados con dureza.
Ampère conoció los experimentos de Ørsted en septiembre de 1820, lo que le sirvió para desarrollar poco más tarde la teoría que sería el punto de partida del electromagnetismo. Cuanto más se aceptaban las teorías de Ampère por parte de otros sabios, más se reconocía la autenticidad e intuición de Ørsted, tanto en la comunidad científica como entre sus conciudadanos. Tras este descubrimiento, el sabio danés siguió contando con un prestigio y una fama que nunca menguaría hasta el momento de su muerte.
La Royal Society le otorgó la medalla Copley en 1820.
En 1825 realizó una importante contribución a la química, al ser el primero en aislar y producir aluminio. Lo logró usando tricloruro de aluminio (AlCl3) y aunque el aluminio resultante tenía impurezas se le dio el honor de aislar aluminio.
Murió en Copenhague el 9 de marzo de 1851 y fue enterrado en el Cementerio Assistens en Dinamarca. La población danesa sintió mucho su muerte puesto que, gracias a sus descubrimientos y a sus dotes de orador, había contribuido a transmitir una imagen activa y positiva de Dinamarca.

## El elemento galvánico
Lo que le abrió nuevos caminos fue el descubrimiento del elemento galvánico por Alessandro Volta en 1800. Ese mismo año, Ørsted había asumido la dirección de Løveapoteket durante la ausencia del propietario, el profesor Ludvig Manthey. Esto le dio la oportunidad de experimentar con la columna voltaica de Volta y estudiar sus efectos químicos en particular. Para medirlos, en 1801 construyó un aparato muy similar al voltámetro (voltímetro de Faraday). Estaba ansioso por viajar para conocer a los grandes químicos y físicos del extranjero, pero al mismo tiempo solicitó una cátedra de física que había quedado vacante tras la muerte de A.N. Aasheim. No lo consiguió, y el 7 de noviembre de 1800 tuvo que conformarse con ser profesor adjunto de la universidad sin sueldo. En estas circunstancias, no había nada que le retuviera en casa, y en el verano de 1801 inició su primer viaje al extranjero, financiado por el legat cappeliano de 500 rigsdaler anuales y 400 rigsdaler del Fondo de Usos Públicos. Viajó a Alemania, donde conoció a Johann Wilhelm Ritter en Weimar, a quien tenía un gran deseo de conocer. La admiración de Ørsted por Ritter era merecida, pero compartida por pocos de sus contemporáneos. Ørsted entabló inmediatamente amistad con él, más tarde le consiguió un puesto en Múnich con la ayuda de Franz Xaver von Baader, y durante su estancia en París se esforzó por conseguirle reconocimiento y honores, pero sin éxito. Su estancia en Berlín fue interesante e instructiva en muchos sentidos. Pasó mucho tiempo en casa de la famosa Sra. Henriette Herz, donde hizo demostraciones de nuevos experimentos eléctricos y conoció a muchos grandes científicos. Escuchó conferencias de Johann Gottlieb Fichte y Friedrich Schlegel y, en general, se encontró en un entorno que le atraía.
En Múnich conoció al conde Rumford, pero apreció especialmente su relación con Franz Baader, de quien ha dicho: "Está absolutamente convencido de que la naturaleza moral y la física están estrechamente conectadas, y que sin tal conexión la física no tiene realmente ningún valor. En este sentido está muy de acuerdo con Ritter y yo con ambos". Son pensamientos similares los que Ørsted intentó continuar más tarde.

## Nuevas palabras
Las conferencias de Ørsted se caracterizaban fuertemente por toda su personalidad y su énfasis en la unidad del espíritu y la naturaleza; también ejercían una considerable atracción sobre el público. Su plan original de ofrecer una descripción exhaustiva de la ciencia natural se vio interrumpido cuando se dedicó a su trabajo experimental; tras descubrir el electromagnetismo, esta vertiente de la ciencia se desarrolló con tanta fuerza y rapidez que resultaba difícil ofrecer una imagen completa de la misma. Sólo completó la parte mecánica de la ciencia natural, que fue publicada varias veces en diferentes formas, primero en 1809 y más tarde por Carl Valentin Holten en 1859, y contenía extensas secciones introductorias. En todo lo que escribió, prestó gran atención a la forma y el lenguaje - creó aproximadamente 2000 nuevas palabras danesas, no pocas de las cuales han entrado en el idioma como oxígeno, hidrógeno, densidad, volumen, volumen, sombreado, afatter. Discutió las palabras oxígeno e hidrógeno con el destacado lingüista Rasmus Rask por correspondencia. Rask no se entusiasmó inmediatamente y criticó las palabras de la siguiente manera:
En contra de Il(d)t (formado a partir del sustantivo ild) está el hecho de que no hay precedentes en danés de que un sustantivo se forme a partir de otro sustantivo añadiendo -t. Tales palabras son adjetivos (piense en un ejemplo como 'Kløgt' a partir de 'klog') o proceden de verbos, y denotan una propiedad o efecto abstracto, no algo tan concreto como un elemento". «En contra de “Brindt” (formado a partir del verbo brænde) está el hecho de que una derivación del verbo significa acción, efecto, etc.».
La importancia que concedía al lenguaje queda patente en su invitación al Festival de la Reforma de la universidad en 1814, en la que pedía una reforma a fondo de los términos químicos de las lenguas nórdicas y germánicas. También planteó la cuestión en la reunión de naturalistas de Gotemburgo 1839. En el noveno volumen de su Recopilación de Escritos, encontrará un interesante relato de sus reflexiones sobre el refinamiento del lenguaje y las traducciones a las que contribuyó.
Otras palabras que introdujo son fe en la autoridad, uso, caja de resonancia, minoría, resumen y marea.
Ørsted ingresó en la Real Academia Danesa de Ciencias y Letras en 1808; en 1815 la sociedad le eligió secretario. Cuando el 7 de noviembre de 1850 celebró su 50 aniversario como profesor universitario, sus conciudadanos le rindieron honores de muchas maneras. Una diputación le invitó a acompañarles a Fasangården, que le quedó de por vida. Allí fue homenajeado con canciones y discursos por Johan Ludvig Heiberg y Johan Georg Forchhammer; el rector de la universidad, el profesor Sophus August Vilhelm Stein, le entregó un anillo doctoral tachonado de diamantes, el rey le nombró consejero secreto de conferencias, estudiantes mayores y menores le llevaron sus homenajes y agradecimientos, mientras que la Asociación de Estudiantes le admitió como miembro honorario y celebró una procesión de antorchas en su honor por la noche. En aquel momento, su vigor espiritual y físico y su salud parecían augurarle una larga vejez, pero las cosas resultaron de otro modo. Sólo unos meses más tarde, el 9 de mayo de 1851, murió tras unos días de enfermedad. En 1876 se inauguró una estatua suya en Ørstedsparken de Copenhague.

## Medalla Copley
En 1820, Ørsted recibió la Medalla Copley, un galardón otorgado anualmente desde 1731 por la Real Sociedad de Londres como reconocimiento a aquellas personas con trabajos sobresalientes en física y biología. En su ausencia, el entonces presidente de la Real Sociedad, W. H. Wollaston, presentó el discurso de recepción de Ørsted.

## Eponimia
- El cráter lunar Oersted lleva este nombre en su memoria.[13]
- El asteroide (16583) Oersted lleva este nombre en su memoria.[14]
- El satélite Ørsted lanzado por Dinamarca en 1999 para estudiar el magnetismo en el espacio.
- El Oersted (Oe), la unidad de medida de la intensidad de campo magnético en el sistema cegesimal.